# Cima Tuatti
La Cima Tuatti (2701 m s.l.m.) è una montagna delle Alpi Retiche meridionali appartenente alla Catena delle Maddalene. Risulta una delle cime più elevate oltre che una tra le vette più meridionali della catena. È situata tra la Val di Rabbi in Val di Sole (Trentino) e la Val d'Ultimo (Alto Adige).

## Caratteristiche
Cima Tuatti è la seconda cima più elevata dell'intera Catena delle Maddalene nonché dell'intero gruppo delle Alpi della Val di Non. Come le altre cime del gruppo montuoso ha una conformazione metamorfica. e da alcune prospettive sembra possa franare da un momento all'altro, osservandola infatti pare un ammasso di sassi casualmente retti tra loro da poca erba. È una buona meta poco frequentata dagli escursionisti che generalmente compiono l'attraversata dalla Val di Bresimo al Rifugio Stella Alpina al Lago Corvo

## Ascensione
È una cima poco frequentata visto anche che non ci sono sentieri SAT che la toccano ma è raggiungibile solamente attraverso delle tracce una volta battute dai cacciatori.
Le vie di salita principalmente sono quattro:
Val di Bresimo:
- da Malga Bordolona di Sotto per il sentiero SAT 133 (sentiero A. Bonacossa[2]) fino al Passo Palù, da qui verso nord-ovest per la cresta che porta fino alla sommità. Percorso F (facile ma da non sottovalutare), dislivello: 895 metri;
- sempre da Malga Bordolona di Sotto per la cresta est: SAT 136 fino al Lago Trenta poi in cresta fino alla vetta. Percorso F (facile con alcuni punti esposti), dislivello: 895 metri;

Val di Rabbi:
- dall'abitato di Rabbi passando per Malga Palù e Passo Palù poi per la cresta sud sentiero SAT 133b (diramazione del sentiero A. Bonacossa[2]). Percorso F (facile ma molto lungo), dislivello: 1400 metri circa[3];
- sempre dall'abitato di Rabbi per il sentiero SAT 108 fino al Rifugio Stella Alpina al lago Corvo 2425 m s.l.m. poi per la cresta facile che passando per Punta di Quaira e alte due sommità senza nome porta alla vetta. Percorso F (facile ma molto lungo e con molti saliscendi), dislivello: più di 1400 metri considerando la cresta[3]

### Difficoltà tecniche
La Cima Tuatti non è particolarmente impegnativa ma richiede un minimo di conoscenza nel campo dell'escursionismo e la capacità di usare le mani. La partenza dall'abitato di Rabbi è consigliata solo a escursionisti più esperti vista la sua lunghezza.

## Traversate

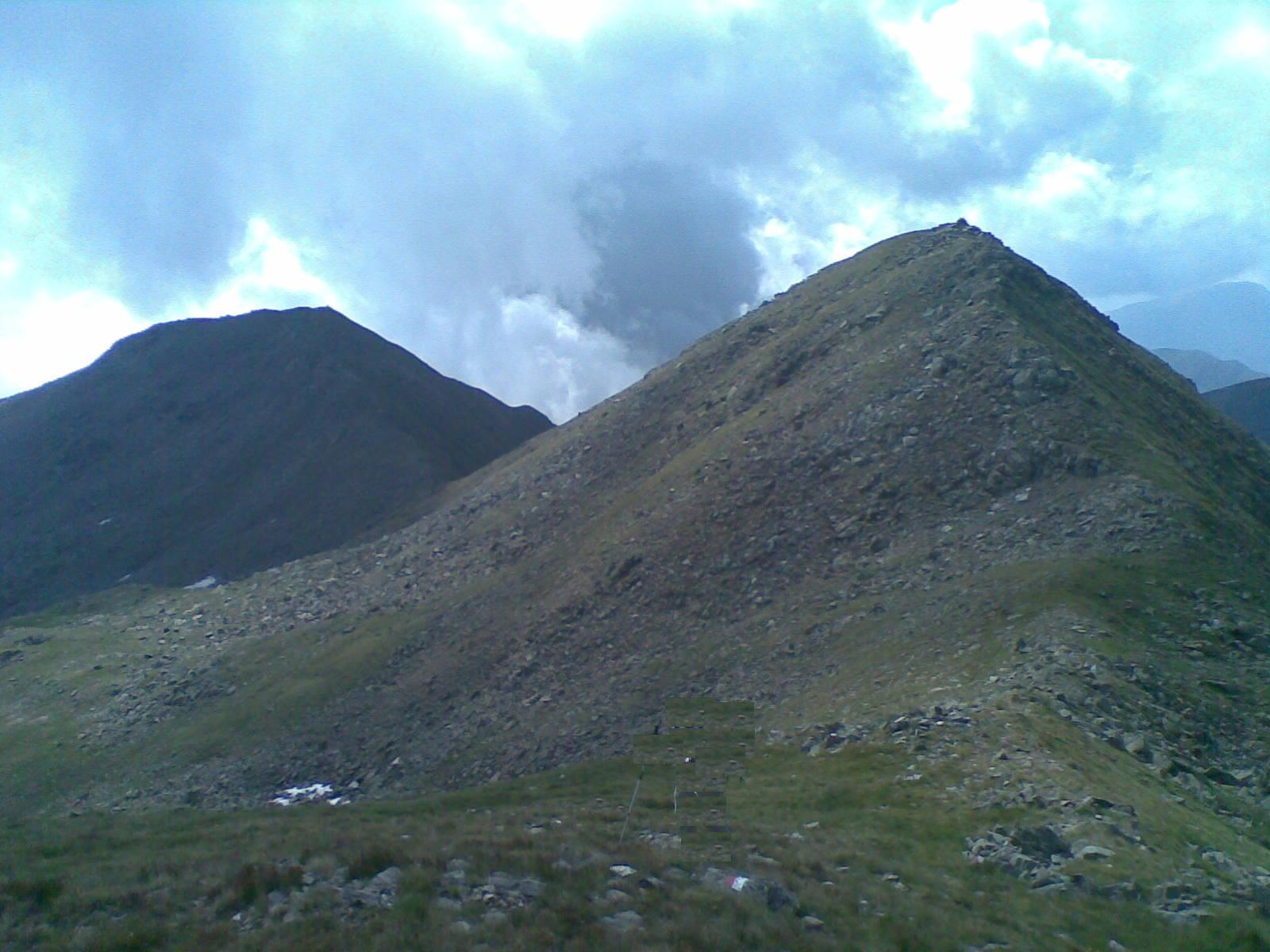
In primo piano Punta di Quaira, dietro Cima Tuatti. La tipica traversata tocca queste due vette.

È una vetta tipicamente toccata dall'attraversata tra la Malga Bordolona Bassa 1806 m s.l.m. e il Rifugio Stella Alpina al Lago Corvo, o semplicemente come percorso alto della tappa del sentiero Bonacossa. Partendo dalla Malga si segue il sentiero SAT 133 fino al Passo Palù per poi salire lungo la cresta sud di Cima Tuatti e dopo essere scesi ad una forcella proseguire verso Punta di Quaira. Da qui con alcuni saliscendi si raggiungono altre due cime senza nome con un'altezza superiore ai 2600 m s.l.m. e infine si scende al rifugio. Il percorso di attraversata viene anche percorso al contrario 

Alcuni escursionisti preferiscono allungare l'attraversata passando per il lago Trenta seguendo i sentieri SAT 136 e poi la traccia come descritto in precedenza. Anche in questo caso il tragitto può essere percorso in senso opposto.

Il dislivello complessivo è superiore ai 1000 metri partendo dalla Malga Bordolona di Sotto mentre se si vuole partire da Rabbi il dislivello si aggira attorno ai 1600 metri. Generalmente per questa attraversata sono richieste almeno 5 ore di buona camminata (più almeno altre due ore se si intende partire dall'abitato di Rabbi) e non è adatta ai principianti in quanto sono presenti passaggi nei quali bisogna utilizzare le mani.